# Grand Falls (Arizona)
Grand Falls est un système de cascades naturelles situé à 48 kilomètres au nord-est de Flagstaff, en Arizona, dans le Painted Desert de la nation Navajo. 

## Description
Avec 56 mètres de hauteur, les chutes sont plus hautes que les chutes du Niagara. Elles déversent la fonte des neiges ou la pluie de mousson dans la rivière Little Colorado en dessous. La cascade est connue pour son écoulement extrêmement boueux, qui est un contributeur majeur à l'opacité de Little Colorado. Les fortes pluies ou la fonte des neiges produisent un effet visuel et un bruit spectaculaires, tandis que la rareté de l'eau ne provoque que des ruissellements ou même aucun écoulement. 
Grand Falls s'est formée lorsque la lave du cratère Merriam voisin s'est déversée dans le Little Colorado , créant un barrage de lave. La rivière a été forcée de se réorienter autour du barrage et Grand Falls s'est formé là où la rivière rejoint son cours d'origine.

## Visite

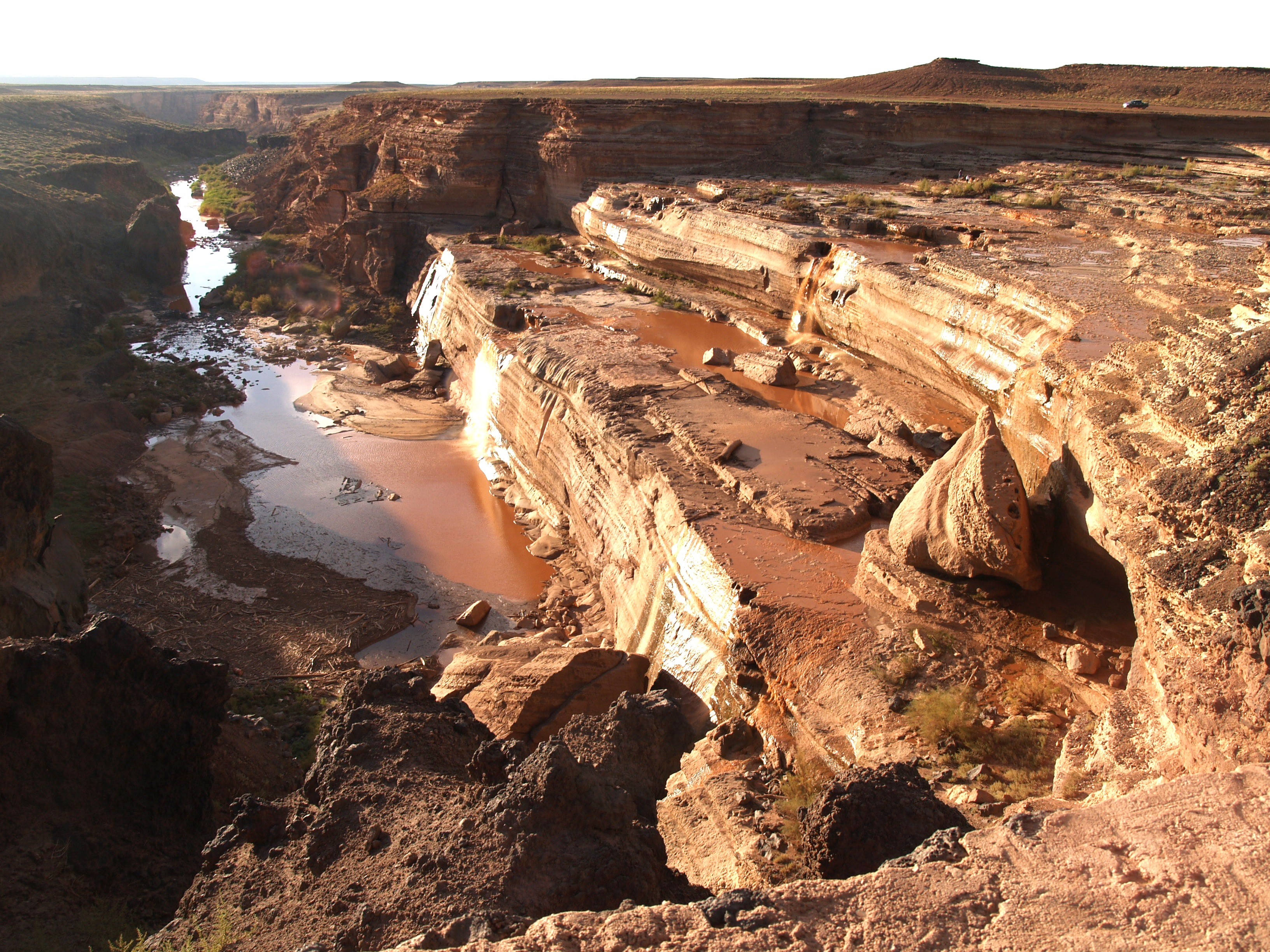
Grand Falls près de Leupp, Arizona

Un permis de randonnée de la nation Navajo n'est pas requis pour visiter les chutes. Le site et les routes qui s'y rendent sont situés dans le territoire de la nation Navajo ; s'écarter de ces routes ou des sentiers est contraire à la loi Navajo. Des bancs de pique-nique sont installés au point de vue. Le sentier d'accès est facile.

## Cinéma
La cascade Grand Falls apparaît dans une scène du western A Distant Trumpet, avec Troy Donahue, dernier film réalisé par Raoul Walsh en 1964.